# Чернов, Алексей Петрович
Алексей Петрович Чернов (29 мая (11 июня) 1908, Томск, Российская империя — 14 ноября (по другим данным 22 ноября) 1979, Москва) — советский российский актёр театра и кино. Народный артист РСФСР (1958).

## Биография
В 1924 году окончил 8 классов 1-й Томской политехнической школы II ступени. В том же году поступил в Томское музыкальное училище по классу фагота, но в 1926 году по состоянию здоровья прекратил учёбу.

1926 год — работал подсобным рабочим в землеустроительной артели под Томском.

1927–1930 годы — служил во вспомогательном составе Томского городского театра.

1930 год — поступил в Московское театральное училище при Театре Революции по классу Алексея Дмитриевича Попова, которое окончил в 1934 году.
 
В 1934—1935 годах — в Московском театре Революции.

В 1935—1967 годах — в Воронежском драматическом театре.

С 1967 года — снова в Московском театре имени Маяковского.
В кинематографе дебютировал в 1965 году в роли Максима Максимыча в экранизации романа М. Лермонтова «Герой нашего времени». В 1967 году стал штатным актёром Киностудии имени Горького.
Член КПСС с 1951 года.
Умер актёр 14 ноября 1979 года. Похоронен на Новосходненском кладбище в Химках.

## Семья
Жена — Ольга Михайловна, пианистка. Сын — Юрий, работал в Воронежском государственном университете. Внучки — Евгения Чернова-Груздева, Ольга Новикова.

## Фильмография
- 1965 — Герой нашего времени — Максим Максимович
- 1966 — Сердце друга — Кондратий Герасимович Майборода
- 1967 — Три дня Виктора Чернышёва — дядя Павел
- 1968 — Годен к нестроевой — Иван Павлович Самохин
- 1968 — Десятая доля пути — Веригин
- 1968 — Источник — Петр Семёнович
- 1968 — Мужской разговор — Андреич, боцман
- 1968 — Орлята Чапая — Данилыч, связной красных
- 1968 — Трембита — Атанас Григорьевич
- 1969 — День и вся жизнь — Пётр Кузьмич
- 1969 — Старый дом — чиновник
- 1969 — Суровые километры — Фёдор Матвеевич Дробот
- 1969 — Тренер — слепой отец гимнаста
- 1970 — Крушение империи — солдат
- 1970 — Обратной дороги нет — Андреев
- 1970 — Секретарь парткома (ТВ) — Алексей Гончаренко
- 1970—1972 — Руины стреляют… — Иван Иванович Матусевич
- 1971 — Всего три недели... (ТВ) — Николаевич
- 1972 — А зори здесь тихие — товарищ «Третий», майор
- 1972 — Семнадцатый трансатлантический — Синицын (Ермолаич)
- 1973 — Аварийное положение — Павел Павлович, учитель
- 1973 — Анискин и Фантомас (ТВ) — прокурор
- 1973 — Ищу человека — Павел, отец Гали
- 1973 — Однажды летом (киноальманах; новелла «Вечерний звон»)
- 1974 — Анна и Командор — Никифор Петрович
- 1974 — Происшествие (ТВ) — Павел Павлович, учитель
- 1974 — Соколово — механик
- 1975 — Волны Чёрного моря — шарманщик, подпольщик
- 1975 — Мустанг-иноходец — Том, «Индюшиный след»
- 1975 — Назначаешься внучкой — отец Евдокии Мельниковой
- 1975 — Потрясающий Берендеев — Захарыч, мастер
- 1976 — Белый Бим Чёрное ухо — Трофимыч, лесничий
- 1977 — Аленький цветочек — старик
- 1978 — Подарок чёрного колдуна — оборотень

## Награды
- 1952 — Заслуженный артист РСФСР
- 1958 — Народный артист РСФСР